# Sommertörl
Sommertörl är ett bergspass i Österrike.   Det ligger i distriktet Murtal och förbundslandet Steiermark, i den centrala delen av landet, 170 km sydväst om huvudstaden Wien. Sommertörl ligger 1 554 meter över havet.
Terrängen runt Sommertörl är huvudsakligen kuperad, men åt nordost är den bergig. Närmaste större samhälle är Fohnsdorf, 14,0 km sydost om Sommertörl. 
I omgivningarna runt Sommertörl växer i huvudsak blandskog. Runt Sommertörl är det ganska glesbefolkat, med 42 invånare per kvadratkilometer.